# Marvin Harris
Marvin Harris (Brooklyn, 18 de agosto de 1927 - Gainesville, 25 de octubre de 2001) fue un antropólogo estadounidense conocido por ser el creador y figura principal del materialismo cultural, corriente teórica que trata de explicar las diferencias y similitudes socioculturales dando prioridad a las condiciones materiales de la existencia humana.
Después de la publicación de El desarrollo de teoría antropológica en 1968, Harris ayudó a centrar el interés de los antropólogos en las relaciones entre cultura, ecología, tecnología y demografía y en la necesidad de fundamentar la antropología en una base científica durante el resto de su carrera. Fue un prolífico escritor y muchas de sus publicaciones obtuvieron una amplia difusión entre lectores legos.
A lo largo de su vida profesional, Harris tuvo un público fiel y numerosos críticos. Se convirtió en uno de los fijos en las reuniones anuales de la American Anthropological Association (AAA), donde sometía a los asistentes a intensos interrogatorios en la sala. Es considerado un generalista, que tenía interés por los procesos globales que intervienen en los orígenes del ser humano y la evolución de las culturas humanas.

## Biografía
Marvin Harris nació y se crio en Brooklyn, Nueva York. Estudió en el Erasmus Hall High School donde conoció a su esposa Madeline con la que tuvo una hija. Sirvió en el  ejército de EE. UU., donde fue asignado a una unidad anfibia entre 1945 y 1947. Estudió en la Universidad de Columbia donde dio clases entre 1953 y 1980, siendo presidente de su departamento de antropología de 1966 a 1969. Realizó trabajos de campo en Brasil, Ecuador, Mozambique, India y East Harlem, Nueva York.

En 1980 dejó la universidad de Columbia y su hogar en Leonia, Nueva Jersey y se trasladó a Gainesville, Florida. Allí siguió impartiendo clases, escribiendo libros y practicando sus habilidades en planificación arquitectónica y carpintería. Durante muchos años Harris y su esposa Madeline veranearon en la costa de Maine. Murió a los 74 años en Gainesville.

## Carrera académica
Harris fue introducido en la antropología en unos cursos semestrales impartidos por Charles Wagley en la tradición de Franz Boas en la Universidad de Columbia. Realizó su tesis doctoral a cargo su mentor, Charles Wagley, en Brasil y se doctoró en 1953. Sus investigaciones en ese país dieron lugar a su obra Town and Country in Brazil (1958). Mientras continuaba sus estudios en 1953-54 fue consejero de investigación para el Ministerio de Educación en Río de Janeiro. Volvió a Brasil en 1962 para dirigir el programa de estudios de verano Columbia-Cornell-Harvard-Illinois sobre los pueblos pesqueros de Arembepe. En 1960 había dirigido este programa de estudio en Chimborazo, Ecuador.
Durante 1956-1957 realizó trabajo de campo en Mozambique, por entonces bajo dominio portugués. Su investigación puso de manifiesto el sistema de trabajo forzado que los portugueses imponían a los nativos, lo cual denunció en su obra Portugal's African Wards (1958).
En 1981 se unió al Departamento de Antropología de la Universidad de Florida como profesor y se retiró en 2000. Harris también ocupó la presidencia de la General Anthropology Division de la American Anthropological Association (AAA). En 1991 en reconocimiento a sus logros académicos dio la conferencia Distinguished Lecture de la AAA.

## Aportaciones teóricas
Las primeras obras de Harris siguieron la tradición boasiana antropológica de trabajo de campo descriptivo, pero su experiencia en Mozambique le llevó a cambiar su enfoque inicial particularista-relativista.
Desde entonces Harris empezó a desarrollar un paradigma positivista y materialista para las ciencias sociales a partir del trabajo de varios autores: «el materialismo básico de Karl Marx y B. F. Skinner; la importancia de los factores económicos de Marx; el evolucionismo de Leslie White; y el enfoque demográfico y ambiental de Julian Steward y Karl Wittfogel (pero en última instancia proveniente de Darwin y Malthus)».
Su historia del pensamiento antropológico, El desarrollo de la Teoría Antropológica (1968), es un análisis crítico de diferentes corrientes antropológicas con la intención de construir una teoría «nomotética» (generalizadora) viable basada en principios científicos sobre las causas de la evolución sociocultural humana que Harris llamó materialismo cultural, término que usó por primera vez en esta obra, y que fue perfeccionando con los años.

### Emic y etic
Un método de investigación distintivo en la antropología es la observación participante que consiste en pasar largas temporadas entre la gente e involucrarse en sus actividades cotidianas. Harris considera que la meta del investigador es obtener conocimiento tanto de sus aspectos mentales como los del comportamiento. Los aspectos mentales corresponderían con las ideas, pensamientos, sentimientos de las personas. El comportamiento correspondería con lo que hacen; las actividades y sucesos que tienen lugar en esa cultura. Además estos dos aspectos se pueden estudiar desde dos perspectivas, la de los participantes y la de los observadores.
Para resolver esta cuestión epistemológica Harris tomó la distinción entre emic y etic, que había desarrollado Kenneth Pike para sus investigaciones lingüísticas, aunque hay diferencias conceptuales entre la definición de Pike y la de Harris. Para Harris, emic serían las descripciones y explicaciones que son razonables y significativas para el participante, mientras que etic serían las descripciones y explicaciones consideradas apropiadas por la comunidad de observadores científicos. La meta de las explicaciones etic es generar teorías científicas sobre las diferencias y similitudes socioculturales. Harris afirmaba que ambas aproximaciones son necesarias para obtener una explicación de los aspectos mentales y del comportamiento humanos.

### Materialismo cultural
Para Harris el materialismo cultural «está basado en la simple premisa de que la vida social humana es una respuesta a los problemas prácticos de la existencia terrenal». Su meta principal es dar explicaciones científicas causales sobre las diferencias y similitudes en el pensamiento y comportamiento que hay entre los grupos humanos. Harris sostiene que esta tarea se alcanza mejor si se estudian las limitaciones y oportunidades materiales que parten de la necesidad de producir alimentos, cobijo, herramientas y máquinas, y de reproducir las poblaciones humanas dentro de unos límites establecidos por la biología y el medio ambiente.
Harris describe los sistemas socioculturales en tres categorías: infraestructura, dividida en modo de producción y reproducción, y que comprende un conjunto de variables demográficas, económicas, tecnológicas y ambientales; estructura, la organización doméstica y política; y superestructura que comprende las ideas, símbolos y valores (en especial los valores simbólicos). El materialismo cultural propone que la principal causa de selección sociocultural proviene de la infraestructura (por ejemplo del ecosistema en el cual se desarrolla una sociedad humana) aunque admite que los tres sectores se retroalimentan entre sí.

### Antropología basada en la ciencia
Harris fue el principal exponente durante la segunda mitad del siglo XX, al menos entre antropólogos culturales, de que la antropología debe estar basada en la epistemología de la ciencia. Fue el tema central de su obra El desarrollo de la teoría antropológica (1968) y el objetivo explícito en El materialismo cultural (1979). En su edición inglesa lleva el subtítulo «la lucha por una ciencia de la cultura», y esa frase resume la ambición de toda la vida de Harris.
Harris trató de resolver los problemas empíricos que para las ciencias sociales planteó el falsacionismo de Karl Popper y Thomas Kuhn utilizando la rectificación que hizo Imre Lakatos y su falsacionismo sofisticado. Entiende que su teoría supera el criterio de demarcación de Lakatos entre ciencia y no ciencia que establece que una teoría es científica si es progresiva empíricamente, es decir predice hechos nuevos y explica parte de éstos además de los ya conocidos.

## Explicaciones de fenómenos culturales
Harris expuso teorías sobre las causas de estilos de vida aparentemente irracionales e inexplicables dando prioridad a explicaciones prácticas y materiales como las condiciones ecológicas y tecnológicas frente a las espirituales o mitológicas.
Se hizo muy conocido por su explicación sobre tabúes alimentarios. Para entender la prohibición de cierto alimento, Harris considera los costes y beneficios que proporciona ese alimento y si hay alternativas más eficientes. El caso de la prohibición del consumo de cerdo entre los israelitas y musulmanes lo explica sobre la base de que los cerdos necesitan sombra y humedad para regular su temperatura y, aparte de la carne, no proporcionan otros servicios como animal de tracción, ni dan leche, y no se pueden alimentar de hierba como los rumiantes. Con la progresiva deforestación y desertificación de Oriente Medio y el continuo crecimiento de la población se hizo muy caro e ineficiente criar cerdos por su carne, y para evitar la tentación se instituyó su tabú como precepto religioso. Otra explicación muy famosa fue sobre la prohibición de matar y alimentarse de ganado vacuno en la India. Las vacas son más valiosas vivas que muertas ya que proporcionan importantes servicios: progenitoras de bueyes (toro que ha sido castrado), que son animales de tiro. Además dan leche y su bosta se usa como combustible, fertilizante y revestimiento del suelo. La tentación de matarlas durante épocas de sequía y hambrunas se evita mejor a través de un tabú religioso fuerte. Como bien dice Harris: "Un agricultor que posee una vaca posee una
factoría para producir bueyes".
Harris propuso junto a Willian Divale que la presión demográfica y la escasez de recursos son los principales causantes de las guerras en sociedades no estatales. Como ejemplo expuso el caso de los yanomamo, contradiciendo la explicación sociobiológica del etnógrafo Napoleon Chagnon basada en una agresividad innata masculina de los humanos.
En La cultura norteamericana contemporánea (1981) se ocupa de la evolución social de Estados Unidos a finales del siglo XX. Relaciona el paso de una sociedad industrial a otra donde predomina el sector servicios con el ingreso de un gran número de mujeres en la fuerza laboral remunerada lo que provocó cambios en los valores sexuales tradicionales: caída de la natalidad, aumento de los divorcios y cambio en los hábitos sexuales. Otros cambios en el sector económico como la oligopolización y burocratización de los sectores públicos y privados estarían relacionados con la mala calidad de productos y servicios y ello provocaría la inflación, depreciación del dólar y disminución de nivel de vida.
En Nuestra especie (1990) analiza el gran alcance de la evolución física y cultural humanas, ofreciendo explicaciones provocativas de temas como el género humano y sexualidad y los orígenes de la desigualdad.

## Análisis de otras alternativas teóricas
Durante toda su carrera Harris defendió su estrategia de investigación y fue muy crítico con otras corrientes teóricas alternativas que analizó en sus obras. Una de las razones por las que Harris escribió El desarrollo de la teoría antropológica era reconducir la investigación hacia explicaciones materialistas y nomotéticas (generalizadoras) sobre la evolución de las culturas. Su meta era «sacar la posición materialista hegemónica de la ortodoxia dialéctica de Marx por su antipositivismo al tiempo que se exponían los fallos teóricos del particularismo histórico, reduccionismo biológico, eclecticismo y otras formas de idealismo cultural».
Harris estaba en desacuerdo con aquellas corrientes de las ciencias sociales que consideran exclusivamente los aspectos mentales e ideacionales y dejaban el comportamiento de lado y las que ponían en duda la credibilidad de la ciencia en el nombre del relativismo cultural. Consideraba el estructuralismo de Claude Lévi-Strauss una estrategia idealista que ignora la causalidad y orígenes de los procesos históricos al rechazar las distinciones mental/conductual y emic/etic. Esto significa para Harris que existe la posibilidad que las estructuras estructuralistas sólo existan en la imaginación de los estructuralistas.
Acusó a la fenomenología de Carlos Castaneda de oscurantista por sus principios anticientíficos. En la misma línea criticó las figuras prominentes del posmodernismo por su rechazo del método científico en las ciencias sociales: «Para los posmodernistas no hay paradigmas privilegiados y la ciencia no se acerca más a la verdad que otras “lecturas” de un mundo incognoscible e indeterminado». Harris admite que la ciencia es un producto de la cultura y la considera una forma de ideología (pero una forma distintiva, sui generis), pero la razón de preferir la ciencia no es porque «garantice una verdad absoluta, exenta de sesgos, errores, falsedades, mentiras y fraudes subjetivos, sino que la ciencia es el mejor sistema descubierto hasta el momento para reducir los sesgos, errores, falsedades, mentiras y fraudes subjetivos.»
Aunque se inspiró en el principio del determinismo infraestructural de Marx, hace varias críticas a las teorías marxistas. Rechaza  la concepción de la historia que Marx tomó de Hegel y por tanto considera sin fundamento la predicción de Marx de que del comunismo surgirá una sociedad utópica sin clases. Para Harris el materialismo dialéctico es fundamentalmente una estrategia política dedicada a un fin revolucionario. Un elemento de esa estrategia es la doctrina marxista de unión entre teoría y práctica que Harris considera científicamente inadmisible.[cita requerida] También señala las limitaciones de la teoría de la evolución cultural de Marx por rechazar el trabajo de Malthus, dejando de lado el elemento demográfico que Harris incluye en la infraestructura.
Harris también rechazó la sociobiología y su desdendiente, la psicología evolucionista, aplicadas a la evolución cultural humana. Englobó a esta corriente biologicista con el término neo-darwinismo. Estas disciplinas intentan explicar las variaciones en el comportamiento humano mediante el estudio de la contribución que hace cada comportamiento particular a la propagación de los genes de un individuo; las variaciones que tienen más éxito reproductivo, incluyendo la de los parientes más cercanos, son seleccionadas. Harris sostiene que hay muchas prácticas culturales que no intentan maximizar el éxito reproductivo sino reducirlo, por ejemplo a través de métodos anticonceptivos, y que las explicaciones a estos comportamientos que ofrece el materialismo cultural son más parsimoniosas que las de la sociobiología. También señala que tampoco se cumple la premisa neo-darwinista de que a mayor riqueza disponible en una familia mayor descendencia tendrá ésta; al contrario, las familias pobres suelen tener más hijos que las ricas. Los sociobiólogos son conscientes de esta paradoja y han propuesto varias soluciones.

## Críticas y controversias
La revista Smithsonian le llamó «uno de los antropólogos vivos más polémicos». The Washington Post lo describió como «el centro de la tormenta de su campo». A Harris le han hecho críticas válidas que él ha respondido extensamente en sus obras pero también se ha malinterpretado su postura.
Existen varias críticas a su estrategia de investigación, el materialismo cultural. Entre ellas están la de considerarlo un materialismo simplificador o un determinismo mecánico. Harris se defendió indicando que el determinismo del materialismo cultural es probabilístico y que su postura es compatible con los intentos conscientes de los individuos de controlar sus destinos. El antropólogo James Lett señala que la epistemología de Harris no es verdaderamente materialista ya que cosas materiales e inmateriales no pueden tener relaciones causales. El sociólogo Stephen K. Sanderson no acepta algunas de las teorías de Harris como las del incesto y la guerra y sostiene que estos fenómenos se explican mejor desde la sociobiología.
Especialmente controvertido fue su apoyo a la explicación del canibalismo azteca que propuso Michael Harner en 1977. Harris sostiene que el canibalismo ocurre en algunas sociedades simples como subproducto de la práctica de la guerra. Pero con el desarrollo de los estados e imperios el objetivo de la guerra ya no era la destrucción del enemigo; los prisioneros de guerra se podían incorporar al proceso de expansión estatal así que el canibalismo fue desapareciendo. Una excepción única en la historia a este patrón ocurrió en el imperio azteca donde, debido a la ausencia de grandes animales herbívoros domésticos y el agotamiento de recursos de caza, el sacrificio y consumo de carne humana no pudo ser suprimido por la clase dirigente azteca como recompensa al ejército por su lealtad. Ortiz de Montellano criticó esta teoría indicando que los aztecas tenían una dieta adecuada en proteínas como lo demuestra el hecho de que consumieran una gran variedad de animales e insectos. Marshall Sahlins también rechaza esta visión y sostiene que esa práctica debe entenderse por sí misma sin imponer categorías occidentales como canibalismo. Harris contestó que el significado ritual no es incompatible con su explicación ecológica y que hay pruebas de que el consumo por los aztecas de proteínas animales procedentes de la caza y pesca era insignificante.
Algunos reprochan a Jared Diamond que no reconozca los logros de Harris usando argumentos similares a los de éste. Diamond considera factores materiales como el medio ambiente y tecnología claves en la evolución de las sociedades.

## Publicaciones
Fue autor de más de diecisiete libros traducidos a catorce idiomas sobre aspectos teóricos en antropología, libros de texto universitarios y de divulgación. Sus libros en español tuvieron un gran éxito, llegando a vender más de trescientos mil ejemplares. Su Introducción a la antropología general se usa como manual en varias universidades españolas.
Obras de divulgación
- Jefes cabecillas y abusones.
- Vacas, cerdos, guerras y brujas: los enigmas de la cultura (1974, 1.ª edición española 1980).
- Caníbales y reyes: los orígenes de las culturas (1977).
- La cultura norteamericana contemporánea: una visión antropológica (1981, 1.ª edición española 1984).
- Bueno para comer: enigmas de alimentación y cultura (1985, 1.ª edición española 1989).
- Nuestra especie (1990, 1.ª edición española 1994).
- Teorías sobre la cultura en la era posmoderna (1998, 1.ª edición española 2000).

Libros académicos
- Portugal's African ”wards“: a first-hand report on labor and education in Moçambique. (1958) American Committee on Africa.
- Raza y trabajo en América (1964, 1.ª edición española 1973).
- The nature of cultural things (1964).
- El desarrollo de la teoría antropológica: una historia de las teorías de la cultura (1968, 1.ª edición española 1978, Siglo XXI Editores)
- El materialismo cultural (1979, 1.ª edición española 1982).
- Muerte, sexo y fecundidad: la regulación demográfica en las sociedades preindustriales y en desarrollo (junto con Eric B. Ross) (1987, 1.ª edición española 1991).
- Harris, Marvin, & Ross, Eric B., ed. (1987). Food and Evolution: Towards a Theory of Human Food Habits. Philadelphia: Temple University Press. ISBN 0-87722-668-7.

Libros de texto
- Introducción a la antropología general (1971, 1.ª edición española 1981).
- Cultural anthropology, Pearson. (junto a Orna Johnson) 2006.